# Светлов, Михаил Анатольевич
Михаи́л Анато́льевич Кру́тиков (сценический псевдоним Михаил Светлов) (род. 23 августа 1958) — советский, российский, американский оперный певец (бас).

## Биография
Родился в Москве в семье военного музыканта Анатолия Александровича Крутикова и его супруги Валентины Петровны. Когда Мише было 2 года, отца перевели служить в Калининград, куда он переехал с семьёй.  Калининград Михаил считает родным городом, с которым связаны детство, юность, первые музыкальные впечатления начиная с пяти лет, когда отец брал его с собой на концерты и спектакли, в которых участвовал как оркестрант. Таким образом у мальчика зародилась любовь к музыке и сцене.
Михаила определили в музыкальную школу, где он учился играть на кларнете, как отец, затем на скрипке, а закончил её как пианист. Его вокальные способности заметила хоровой педагог в музыкальной школе, которая решила дать ему спокойно пройти мутацию голоса и разрешила не посещать занятия хора. После взросления у него обнаружился бас красивого тембра, поэтому в Калининградское музыкальное училище он поступил как пианист, а закончил его как хоровой дирижёр. Именно во время учёбы в училище после очередного экзамена по вокалу преподаватель Ирина Ивановна Божко посоветовала Михаилу развиваться как певцу.
Выдержав конкурс 30 человек на место, Михаил был принят и в 1984 году успешно окончил Московскую консерваторию (класс Е. Е. Нестеренко).
С 1983 года стажёр, с 1986 — солист Большого театра.

### В Большом театре
Ангелом-хранителем Михаила Светлова в Большом была Ирина Архипова, которая настояла на включении 23-летнего певца в труппу в качестве солиста. Михаил был серьёзно увлечён творчеством и активно включился в работу. За 10 лет он исполнил в Большом более 40 ролей, из которых 14 главные.
Выступал в партиях Бориса Годунова («Борис Годунов»), Гремина («Евгений Онегин»), царя Салтана («Сказка о царе Салтане»), Мефистофеля («Фауст»), Захарии («Набукко»), Феррандо («Трубадур»), Собакина («Царская невеста»), царя Дадона («Золотой петушок»), Досифея («Хованщина»), короля Рене («Иоланта»), Мендозы («Обручение в монастыре», Театр Ла скала), князя Галицкого («Князь Игорь»).
Проработав в Большом 10 лет, певец считает его родным для себя и говорит, что душой всегда с ним.

### Международное признание
Международная карьера артиста началась на Уэксфордском оперном Фестивале (Wexford Festival), после которого он стал получать приглашения в  ведущие театры мира.
Известен уникальным диапазоном, красивым, проникающим темным тембром голоса и выдающимся актерскими способностями. Выдающийся музыкант и просветитель Михаил Казиник считает Михаила Светлова продолжателем шаляпинской школы и традиции.
С 1996 года работает в Нью-Йорке.  Переехав на Запад, стал выступать под псведонимом Михаил Светлов; причину этой перемены он называет личной и никак не комментирует, добавляя, что в музыкальном мире его знают и как Светлова, и как Крутикова.
Его приглашали в свои проекты знаменитые дирижёры Иегуди Менухин, Мстислав Ростропович, Клаудио Аббадо, Владимир Ашкенази.

## Творчество
Солист Нью-Йорк Сити Опера и Метрополитен-опера (первый русский бас, исполнивший на этой сцене партии Дон Жуана и Летучего Голландца в одноимённых операх). Исполняет арии на 11 языках, стараясь точно передавать произношение на каждом из них. Например, для исполнения роли Синей Бороды в опере Бартока тренировался в венгерском языке с педагогом—его носителем.

### Оперная карьера
Выступает на престижных сценах мира — Новозеландская опера, Ла Скала, Арена ди Верона, Театр Колон, Немецкая опера, Ковент-Гарден. Он стал первым русским певцом, выступившим с сольным концертом в Новой Зеландии после триумфа в роли Мефистофеля в Новозеландской опере («Фауст»).
Пел под управлением Иегуди Менухина, Мстислава Ростроповича, Клаудио Аббадо, Владимира Ашкенази. Участвовал и продолжает участвовать в фестивале Бенджамина Бриттена (Великобритания), Международном оперном фестивале им. Ф. И. Шаляпина (Казань), Карамурском фестивале,  Гштадском фестивале в Швейцарии, на Эдинбургском международном фестивале.
Настоящие ангажементы Михаила Светлова включают роли Унтера в Ковент-Гардене, Аркибальда («Любовь трех королей») и Слепого («Ирис») в Опере Holland Park,  Фиеско («Симон Бокканегра») в опере Кентукки, Великого инквизитора («Дон Карлос»), постановку «Свадебки» Стравинского с оркестром Св. Цецилии в Риме.

### Выступления с оркестрами
Выступает и как концертный певец. В репертуаре — более 40 оперных партий, вокально-симфонические произведения («Реквием» Дж. Верди), романсы, русские песни. Интерпретация вердиевского «Реквиема» прозвучала в его исполнении в британском Королевском Альберт-холле, в Париже, Москве, Токио, Монреале, в городах США.
В Мексике он покорил местных жителей исполнением песни «Бесаме мучо», сказав им, что в России эту мелодию знают практически все.
В концертные программы его приглашали Берлинский филармонический оркестр, оркестр РАИ, Российский национальный оркестр, Королевский филармонический, Детройтский симфонический оркестр, симфонический оркестр Сарасоты, Национальный симфонический оркестр США. Светлов исполнял «Мессу времен войны» Й.Гайдна, «Реквием» Моцарта и программу Шостаковича с Хьюстонским симфоническим оркестром в Карнеги-холле, симфонии №. 13 и №14 Д.Шостаковича с Королевским шотландским национальным оркестром, 14-ю симфонию Д.Шостаковича в Барбикан-холле (Лондон) с маэстро Мстиславом Ростроповичем и Королевским филармоническим оркестром.

### Преподавание и музыкальные эксперименты
Михаил Светлов подготовил и спел цикл произведений Георгия Свиридова на стихи Роберта Бёрнса при непосредственном участии самого композитора, с которым был знаком лично.
Он инициировал премьеру 13-й симфонии Д.Шостаковича в Калининградской филармонии. Его проект поддержал Евгений Евтушенко, лично посетивший премьеру.
Светлов участвовал в постановке «Антиформалистического райка» Шостаковича в Москве и Бруклине—произведения, написанного в 1948-м году, когда Шостаковича, Прокофьева, Мясковского и других известнейших советских композиторов обвинили в формализме. В  этой постановке 4 вокальные партии, и все их исполнил Светлов.
Вместе с сопрано Моникой Макдональд сделал программу "От оперы до Бродвея", включающую арии из опер и мюзиклов 1950-60-х годов композиторов Винсента Юманса, Джерома Керна, Фредерика Лоу, Митча Ли, Ричарда Роджерса, Джона Кандера, Эндрю Ллойда Уэббера.
Светлов 10 лет преподавал в Нью-Йоркской консерватории и заведовал там кафедрой вокального мастерства. Он разработал собственную методику преподавания вокала и ведёт мастер-классы для молодых певцов, считается одним из лучших вокальных педагогов. Он считает, что система обучения в России отличается прежде всего отбором наиболее талантливых музыкантов с яркой индивидуальностью, отсутствием ограничивающих рамок и вниманием к пластике и  драматургии образа. Эту школу Светлов перенял у великого оперного режиссёра Бориса Александровича Покровского: пение и перевоплощение, вхождение в образ.

### Оперные роли
- Борис Годунов; Пристав; Варлаам — «Борис Годунов» М. П. Мусоргского
- Мефистофель  —«Фауст» Ш.Гуно
- Досифей — «Хованщина» М. П. Мусоргского
- Галицкий — «Князь Игорь» А. П. Бородина
- Гремин — «Евгений Онегин» П. И. Чайковского
- Король Рене — «Иоланта» П. И. Чайковского
- Мендоза — «Обручение в монастыре» С. С. Прокофьева
- Курио — «Юлий Цезарь» Г. Ф. Генделя
- Дон Жуан — «Дон Жуан» В. А. Моцарта
- Дон Базилио — «Севильский цирюльник» Дж. Россини
- Коллен — «Богема» Дж. Пуччини
- Летучий голландец — «Летучий голландец» Р. Вагнера
- Фазольт — «Золото Рейна» Р. Вагнера
- Мефистофель — «Фауст» Ш. Гуно
- Банко — «Макбет» Дж. Верди
- Аттила — «Аттила» Дж. Верди
- Синяя Борода — «Замок герцога Синяя Борода» Б. Бартока

### Дискография
С его участием вышли записи опер «Орлеанская дева», «Игроки», «Юдифь», «Борис Годунов», «Майская ночь», «Царская невеста».

## Награды и признание
- 1-я премия Международного конкурса музыки и танца им. Д. Виотти (Италия, 1984)
- премия «Telerama» (Франция) — дважды: за участие в записях опер «Скупой рыцарь» С. В. Рахманинова (Барон) и «Юдифь» А. Н. Серова (Олоферн)
- номинация на «Грэмми» (2003) — за участие в записи «Истории солдата» И. Ф. Стравинского (партия баса)[5]